# 5760 Mittlefehldt
5760 Mittlefehldt eller 1981 EX13 är en asteroid i huvudbältet som upptäcktes den 1 mars 1981 av den amerikanska astronomen Schelte J. Bus vid Siding Spring-observatoriet. Den är uppkallad efter den amerikanska astronomen David W. Mittlefehldt.
Asteroiden har en diameter på ungefär 10 kilometer och den tillhör asteroidgruppen Eos.